# Сеник Любомир Тадейович
Любоми́р Таде́йович Се́ник (26 червня 1930, с. Чернихів, нині Зборівського району Тернопільської області — 17 квітня 2021, Львів) — український літературознавець, літературний критик, громадський діяч. Доктор філологічних наук, професор Львівського національного університету імені І. Франка, член Національної спілки письменників України, дійсний член НТШ.
Дружина — біологиня та націоналістична підпільниця Юнацтва ОУН Володимира Сеник (до шлюбу Кобрин).

## Творчість

### Наукова
Зосередження уваги на національній сутності мистецтва українського слова. Інтерпретація тексту з метою виявлення національної ідентичності літератури, конфліктної сутності доби «розстріляного відродження» — духовного опору тоталітарному режимові, захист «вільної музи» в екстремальних умовах політичного чи іншого характеру.
За спроби об'єктивного висвітлення історії української літератури XX століття та літературного процесу 1960—1970-х років був переслідуваний. Досліджував історію та теорію української літератури XX століття, зокрема прозу доби «розстріляного відродження», творчість І. Франка. Численні літературно-критичні статті присвячені літературному процесові 1960—1990-х років XX століття, поетиці роману, діячам «Руської Трійці», публіцистичні статті з громадсько-політичного життя, культури.

### Художня
У психологічному аналізі (що виходить із засади антропоцентризму літератури) виявити глибинні внутрішні процеси в людській душі, що «назовні» виявляються в голосі, жесті, міміці обличчя, у «спалаху» очей, інтонації і тембру голосу, в одязі, пейзажі і т. д.) і приховані, невидимі, що виринають у поведінці, яку «важко пояснити». І ще — «закодована проза», яку читач, при активній співпраці з автором, мав би прочитати й «розшифрувати» образ-символ, притчову ситуацію з явною чи прихованою біблійною генетикою й т. ін. Нарешті — «код» готичної новели з глибинним психологічним та філософським проникненням у трансцендентну сутність людини.
Персонажі художніх творів виявляють характер у складних екстремальних умовах, розкриваючись як неповторні особистості. Сюжетно-психологічна напруга, притчовий характер оповіді, овіяної емоційним, подекуди романтичним флером, філософічність виявляють стильову особливість новел, повістей та романів, пройнятих пошуками істини буття.

## Твори

### Збірки новел та повістей
- «На червоному полі». — Львів, 1998; «Трамонтана», Львів, 2003;
- «У просторі розп'яття». Новели-листи, притчі, готика. — Львів: «Українські технології», 2008. — 185 с.
- «Палаюча троянда». Новели і повісті. — Львів, Українські технології, 2015. — 143 с. У 2016 році книжка відзначена премією Фундації Українського Вільного Університету (США).
- «Трамонтана». — Львів: «Українські технології», 2003. — 222 с.
- Таємниця. Новели, повість. — Львів, Сполом, 2017. — 99 с.
- Перехресний вогонь. Новели і повість. — Львів, Сполом, 2018. — 111 с.
- Новели. — Львів, Сполом, 2019.138 с.
- Новелістичні історії. — Львів, Сполом, 2019. 77 с.
- Контрвстні кольори. Новели і повість. — Львів, Сполом, 2020.

### Романи
- «Ізийди, Сатано!», Львів-Париж-Цвікау, 2000. За цей роман удостоєний міжнародної літературної премії імені Богдана Нестора Лепкого.
- Розкопати Помпеї: есей. — Львів, 2002.
- De rebus publicis. (Публіцистика й есеїстка). — Львів, 2006.
- Парабола: роман. — Львів: «Українські технології», 2005. — 168 с.
- Сьома брама: роман. — Ужгород: «Ґражда», 2007. — 202 с.
- Райський світ. Фантастичний роман. — Львів, Сполом, 2017. — 166 с.
- Озонна блискавиця: фантастичний роман. (Друга частина трилогії «Дорога до вічного миру»). — Львів, Сполом, 2018. — 99 с. — ISBN 978-966-919-367-4.

### Поезії
- Таїна. Лірика. — Ужгород: «Ґражда», 2009. — 158 с.
- Тремтлива далечінь. — Ужгород: «Ґражда», 2010. — 115 с.
- Містерійні видива. — Львів: Українські технології, 2013. — 87 с.
- Розкрилля. — Львів, Українські технології. — 2014. — 131 с.
- Vita aeterna. Життя вічне. — Львів, Сполом, 2017. — 91 с.
- Осені покоси. Поезії. — Львів, Сполом, 2018. — 79 с.

## Наукові дослідження
- Роман А. Головка «Мати». — К., 1963;
- Микола Хвильовий і його роман «Вальдшнепи».- Львів, 1994;
- Климентій Шептицький — слуга Божий. — Львів, 1997 (у співавторстві);
- Роман опору. Український роман 20-х років: проблема національної ідентичності. — Львів, 2002.
- Студії ліричної драми Івана Франка «Зів'яле листя». — Львів: Видав. Центр ЛНУ імені Івана Франка, 2007. — 167 с.
- Доба розстріляного відродження. Роман опору. Національна ідентичність. Література в час тоталітаризму. — Львів: ЛНУ імені Івана Франка, 2016. — 416 с. (Інститут літературознавчих студій).
- Національна ідея: від «Руської трійці» до вісниківства: монографія / Любомир Тадейович Сеник; відп. ред. П. В. Шкраб'юк; Львів. нац. ун-т ім. Івана Франка, Ін-т літературознав. студій ЛНУ ім. І. Франка. — Львів: ЛНУ ім. Івана Франка, 2018. — 215 с. — ISBN 978-617-10-0469-6.
- Слово і чин. Літературна критика. Публіцистика. Есеїстика. — Львів, ЛНУ імені І. Франка, 2020.

## Нагороди та відзнаки
- Пам'ятна відзнака «Юрій Дрогобич» (на 500-ту річницю з дня виходу в світ першої друкованої книги українського автора, 1983)[1].

1. ↑  Якимович Богдан. СВІТЛИЙ ОБРАЗ ВИДАТНОГО УКРАЇНЦЯ: до історії пам'ятної медалі Юрія Котермака-Дрогобича та подій «навколомедальних» // Донецький вісник Наукового товариства ім. Шевченка. — Т. 43. — Донецьк, 2017. С. 127—141.